# Fonction de Rastrigin
La fonction de Rastrigin est une fonction mathématique souvent utilisée pour évaluer la performance d'algorithmes d’optimisation. Elle présente des pièges intéressants, sous la forme de ses nombreux minima et maxima locaux. Elle a été proposée, en 1974, par Rastrigin en deux dimensions et a été généralisée par Mühlenbein et al..
Sa définition, en dimension n, est :
{\displaystyle f(\mathbf {x} )=\mathrm {A} \cdot n+\sum _{i=1}^{n}\left[x_{i}^{2}-\mathrm {A} \cdot \cos(2\pi x_{i})\right]}
où A = 10 et {\displaystyle x_{i}\in [-5,12\ ;\ 5,12]}. Son minimum global se trouve à l'origine, où sa valeur est nulle.